# Aethiothemis basilewskyi
Aethiothemis basilewskyi е вид водно конче от семейство Libellulidae. Видът е незастрашен от изчезване.

## Разпространение
Разпространен е в Демократична република Конго и Замбия.